# Drijen (Derventa)
Drijen (szerbül: Дријен), település Bosznia-Hercegovinában, a Szerb Köztársaság északi régiójában. 

## Fekvése
A település Bosznia-Hercegovina északi részén, Dobojtól légvonalban 27, közúton 42 km-re északnyugatra, községközpontjától légvonalban 13, közúton 17 km-re délnyugatra, a Krnjin-hegységben, az Ukrina jobb partján, 128-230 méteres magasságban található.

## Népessége
| Nemzetiségi csoport | Népesség 1991 | Népesség 2013 |
| ------------------- | ------------- | ------------- |
| Szerb               | 756           | 441           |
| Bosnyák             | 1             | 0             |
| Horvát              | 5             | 2             |
| Jugoszláv           | 6             | 0             |
| Egyéb               | 16            | 3             |
| Összesen            | 783           | 446           |

## Története
A település, mely a húsos som délszláv nevéről kapta a nevét, 1878-ig tartozott az Oszmán Birodalomhoz, ekkor a berlini kongresszus határozata alapján az Osztrák-Magyar Monarchia része lett. 1879-ben az első osztrák-magyar népszámlálás során a Tešanji járáshoz és Osinje községhez tartozó településnek 69 háztartása és 538 ortodox lakosa volt. 1910-ben a Tešanji járáshoz tartozó településen 133 háztartást, 909 ortodox és 2 muszlim lakost találtak. A monarchia szétesésével 1918-ban előbb a Szerb-Horvát-Szlovén Királyság, majd 1929-től a Jugoszláv Királyság része lett. 1921-ben a Tešanji járáshoz tartozó településnek 950 lakosa volt, közülük 949 ortodox szerb és 1 görög katolikus volt. Az 1929-es törvény értelmében, amikor Bosznia-Hercegovinát négy banovinára, Drinskára, Vrbaskára, Zetskára és Primorskára osztották, a település a Vrbaska banovina (Orbászi bánság) része lett, amelynek székhelye Banja Luka volt. 1939-ben a közigazgatás átszervezésével a Hrvatska banovina (Horvát Bánság) része lett.
A második világháborúban Jugoszlávia megszállása után a Független Horvát Állam (NDH) része lett. A második világháború után 1992-ig a település a szocialista Jugoszlávia keretében a Bosznia-Hercegovinai Népköztársaság része volt. A boszniai háborút lezáró daytoni békeszerződés rendelkezése alapján az ország területét felosztották a Bosznia-hercegovinai Föderáció és a boszniai Szerb Köztársaság között. A békeszerződés utáni területmegosztási megállapodás értelmében a település Derventa község részeként a Boszniai Szerb Köztársasághoz került. 

## Oktatás
Alsó tagozatos általános iskolája.

## Nevezetességei
- Szent Cirill és Metód tiszteletére szentelt ortodox temploma a kalenderovci plébánia filiája. A templom 12x6 méteres nagyságú. 1972-ben épült, és ugyanebben az évben szentelte fel Longin Tomić, Zvornik-Tuzlan püspöke. A templomot 1999-ben teljesen felújították. Az ikonosztáz tölgyfából készült a Banja Luka-i Simo Bilbija adományából.[8]

- Stević-malom, és a nyáron népszerű úszómedencéje.

- Drijenben található egy több mint 800 éves tölgyfa, amelyet Tošića-tölgyként ismernek.